# Pallerols de Rialb
|  | Aquest article tracta sobre un poble del municipi de la Baronia de Rialb. Vegeu-ne altres significats a «Pallerols». |

Pallerols de Rialb és un poble disseminat situat a l'extrem nord-est del municipi noguerenc de la Baronia de Rialb, al Segre Mitjà.
És en ple Prepirineu a una solana alterosa al sud de la serra del Rialb i als vessants de la muntanya de Sant Marc (1.060 m.); hom hi pot arribar per la carretera de Peramola (Alt Urgell) cap a Politg que connecta amb la C-1412b i a l'altura de Coll del Toni, a 8 km. de Peramola, es gira a la dreta per seguir per un camí asfaltat de 2 km. fins dalt el poble. També s'hi accedeix per un camí en bon estat des del poble de Gavarra, al municipi alturgellenc de Coll de Nargó.
El poble actual el formen un conjunt de cases al mateix nucli i altres masies disseminades. L'església parroquial és dedicada a sant Esteve i ha estat molt modificada per mutilacions i ampliacions, especialment pel costat de migdia. En concret, l'edifici va patir una profunda modificació el 1793 canviant la seva fesomia d'església romànica original. El que resta de la nau primitiva i un braç de creuer amb una absidiola permeten suposar que era un edifici de nau amb creuer i tres absis.
D'altra banda, a Mas Palou hi ha una capella dedicada a Sant Miquel, una a Mas Treguany dedicada al mateix sant i una altra dedicada a sant Marc (s. xi) als peus de la muntanya del mateix nom.

## Història

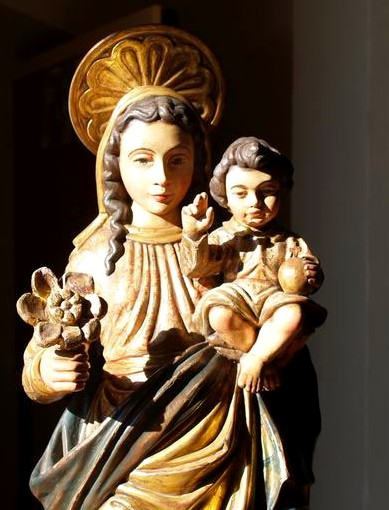
Mare de Déu del Roser de Pallerols

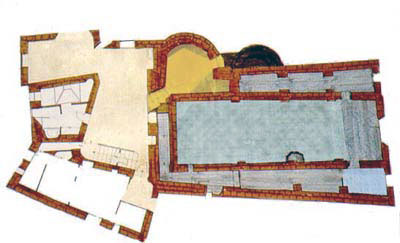
Planta de l'església de Sant Esteve i la rectoria adjacent

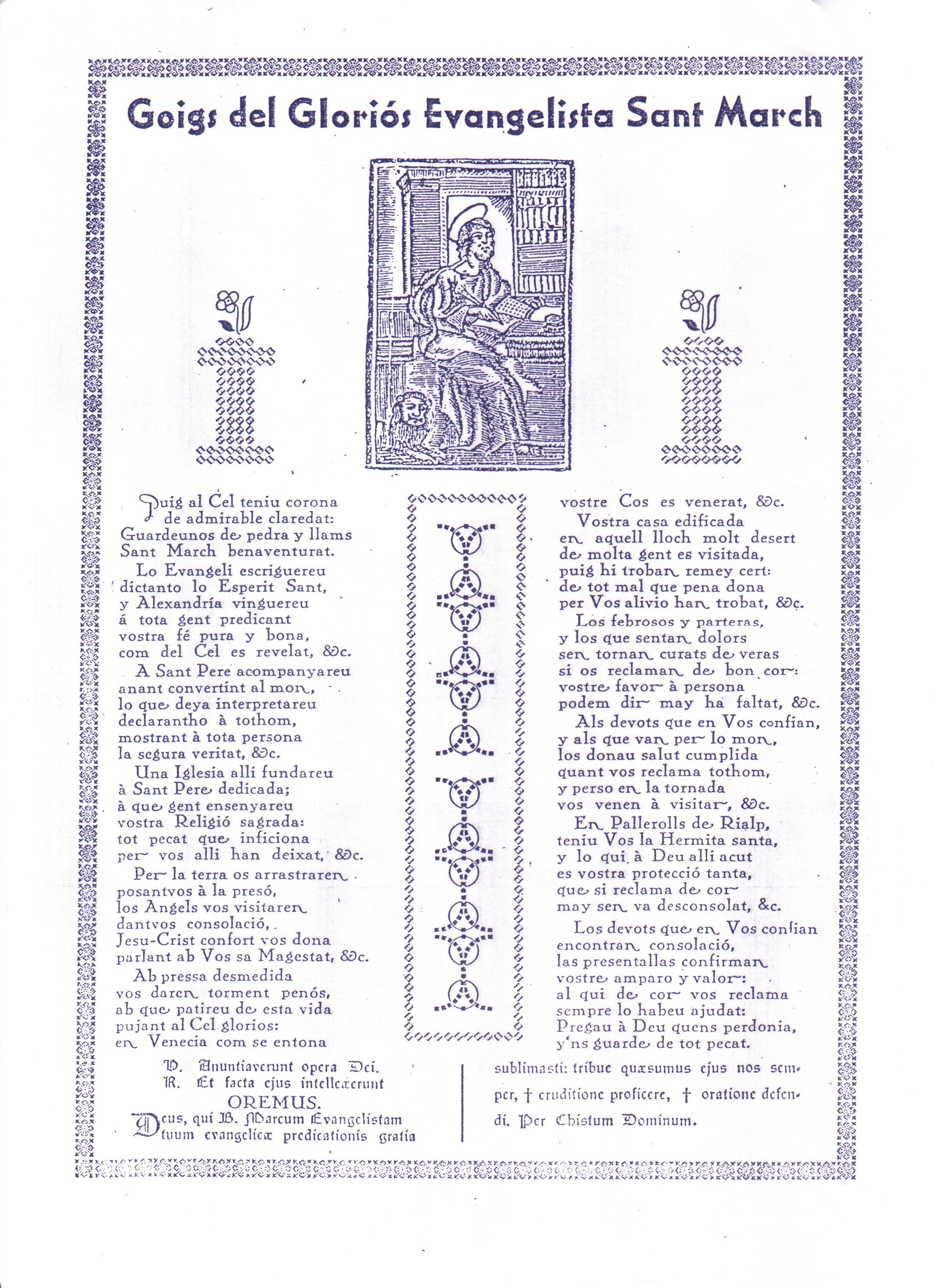
Goigs dedicats a Sant Marc

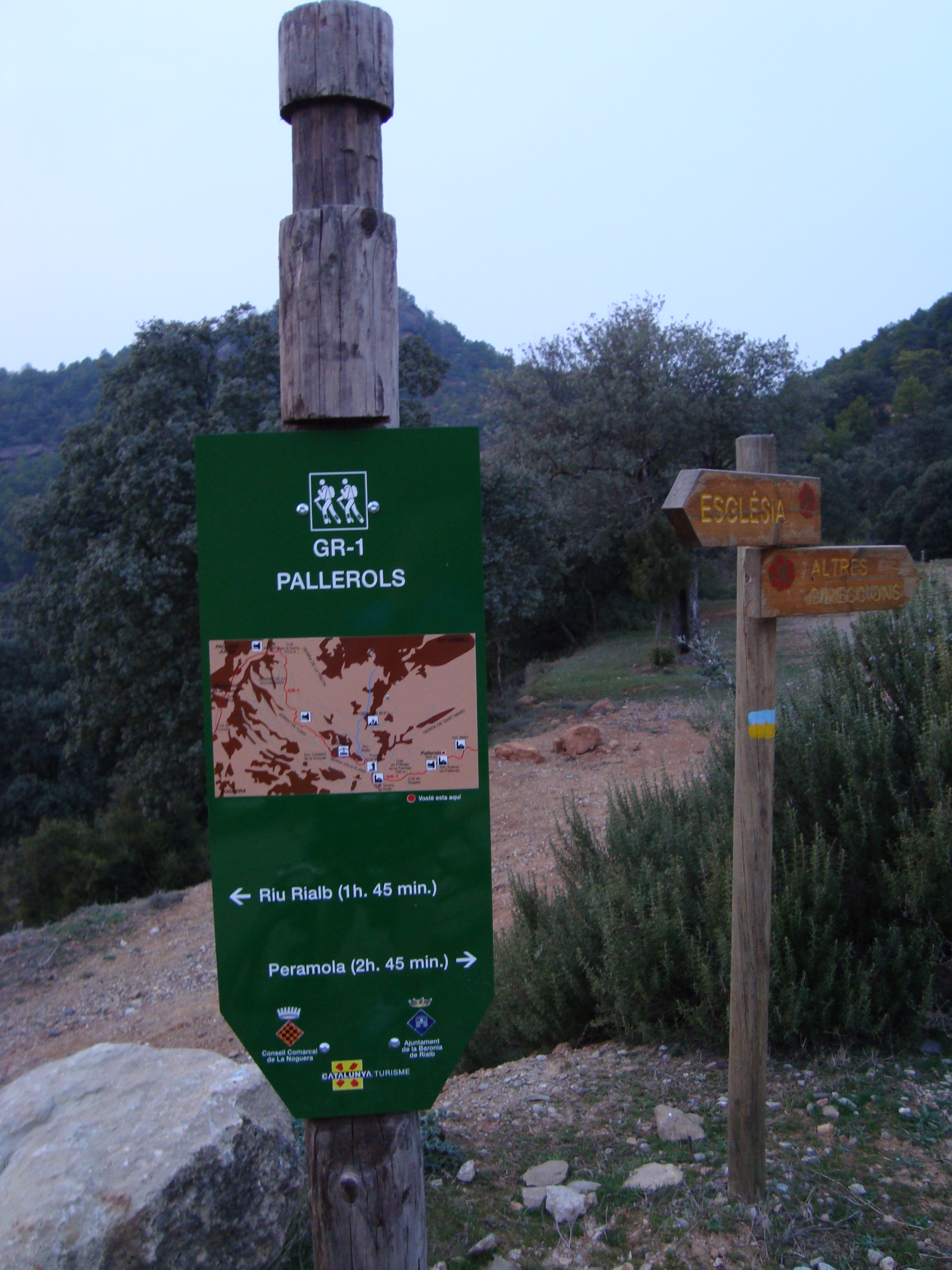
Rètol informatiu del GR 1 (Sender de Gran Recorregut) a la plaça de davant l'antiga escola de Pallerols

Hi ha notícies del lloc des del segle ix, per l'acta de consagració de l'església de la Seu d'Urgell; pel document subseqüent, que era el capbreu de la mateixa església catedral. L'acta posa les parròquies de Curtizda, Palierolus atque Rialbo, entre les altres; en aquests i d'altres documents successius de l'església d'Urgell s'hi troba la parròquia de Pallerols, com una de les parròquies del Rialb, si bé deslligada de les altres d'aquest municipi.
El titular de Sant Esteve es troba en altres edificis religiosos d'aquesta contrada des dels primers anys del segle xi i d'aquest temps és aquesta església; segons un document de Gualter anterior a 1100 ja n'era aleshores titular aquest sant. Encara que sempre ha constat com del comtat i de l'església d'Urgell, en un document de 1033 es dona a entendre que el jutge Miró de Bellera s'havia apoderat del monestir de Santa Grata i de les seves pertinences, entre les quals hi figura Pallerols; en aquesta data ho recupera el bisbe, Ermengol; segons el context es refereix a Sant Esteve de Pallerols. La dècima beneficial de 1279 i altres posteriors indiquen que el poble no depenia de cap monestir i estava comptabilitzada dins les llistats de l'església d'Urgell.
Del castell no en queden gaires restes, i tampoc es conserven notícies documentals directes. Es troba al turó que hi ha al costat de l'església de Sant Esteve, i sembla que estava format per una torre de planta quadrada i un recinte de mida més gran. La torre feia a l'interior 3,4 x 3 metres amb unes parets de 130 cm. Es conserven poques filades dels murs que estaven construïts amb carreus allargats col·locats en filades i units amb morter de calç. A la banda meridional del cim del turó hi ha un mur de 17,3 metres que pertanyia al recinte del castell. Conserva una alçada de 3 metres, repartits en 12 filades, i un gruix de 110 cm. Pot veure's en aquest pany de mur una espitllera.
L'any 1985, amb motiu de la visita del bisbe de la Seu s'eixamplà un camí que naix darrere de l'antic edifici de l'escola pública -actualment s'utilitza com a allotjament rural- i que va en direcció nord. En un dels marges d'aquest camí aparegué una tomba antropomorfa excavada al substrat dur i tapada amb lloses. Feia 2,2 m de llarg i 50 cm d'amplada. Actualment no hi ha restes d'aquest enterrament. És possible que es tracti del cementiri que estava associat al temple romànic, tot i que està lleugerament allunyat d'aquest.

## Llocs d'interès
- L'església de Sant Esteve de Pallerols (s. XI), una construcció neoclàssica que conserva bona part de l'església romànica. En el seu interior hi roman la imatge de la Mare de Déu del Roser de Pallerols que hi té uns goigs dedicats. Juntament amb l'església hi ha l'edifici de la rectoria, on fins a mitjans del segle XX s'hi hostatjava el rector d'aquesta parròquia.
- L'ermita de Sant Marc de Pallerols (s. XI), d'origen medieval, prop de la muntanya de Sant Marc del terme de Peramola, que també té uns goigs dedicats a aquest Sant.
- Les ermites de Sant Miquel de Traguany, Sant Miquel de Palou i Santa Coloma de Confós (s. XII).
- Les restes del castell de Pallerols, d'origen romànic.
- L'antic edifici de l'Escola de Pallerols, que fou rehabilitat i que actualment té les funcions d'allotjament rural.
- Els allotjaments rurals de Mas Vilardaga, Masia l'Ampurdanès, Palou del Riu, Masia Confòs i la Pallareta del Confòs.
- Les ruïnes del mas de Sant Marc, un mirador espectacular des de la Serra de Sant Marc a quasi mil metres d'altitud des d'on s'albira tota la plana més baixa de l'Urgell. Prop d'aquest paratge hi ha unes antigues mines de bauxita en desús.[3]
- El camí històric Pallerols-Andorra i el Sender de Gran Recorregut (GR 1), ambdós senyalitzats per la pràctica del senderisme.
- L'Arçosa, un mas situat en aquesta població.

## Festes i tradicions
El fet que a Pallerols –i en molts altres pobles i masies del municipi– la població va anar disminuint durant el segle passat, ha repercutit directament en les tradicions i el nombre d'actes socials que abans es venien desenvolupant en la quotidianitat. Antigament la festa major era per Sant Marc, el mateix dia del sant del patró, el 25 d'abril.
Així, per exemple, una festa important era el Roser, que s'oferien un parell de llargues coques a la Marededéu. Una altra festa destacada era durant el dia de Reis. El poble de Pallerols estava dividit en dues zones, i per tant, hi havia un prior al poble de dalt i un altre al poble de baix; el prior era el jove que s'encarregava d'organitzar la festa. Les vetlles de Reis, els priors passaven per les cases a recollir blat. Després de sortir de missa a l'església de Sant Esteve, els priors llescaven dos pans i n'oferien als assistents que ho acompanyaven amb barreja (moscatell i anís). Finalment, es subhastava públicament el blat.
Avui en dia l'aplec de Sant Marc és el penúltim diumenge d'abril, amb la missa, benedicció i repartiment de pa i la processó. D'altra banda, el diumenge més proper al 22 de novembre se celebra l'anomenada Trobada de la Rosa.

## Curiositats
Sant Josepmaria Escrivà de Balaguer passà i dormí a l'església de Sant Esteve i als voltants del poble l'hivern de 1937 en el seu camí cap al Principat d'Andorra per l'exili de la Guerra Civil. Dit esdeveniment any rere any duu molts excursionistes, peregrins i gent de tota mena a seguir el camí que va fer el Sant per aquests indrets.

## Personatges cèlebres
- Anton Serra i Planes, poeta i rector de Pallerols (1808-1875).[5]